# Zafrullah Chowdhury
Zafrullah Chowdhury (Raozan, 27 dicembre 1941 – Dacca, 11 aprile 2023) è stato un attivista, politico e medico bangladese.
Ѐ stato il fondatore del Gonoshasthaya Kendra, un'organizzazione per l'assistenza sanitaria in zone rurali ed è conosciuto per il suo contributo per la formulazione della politica farmaceutica nazionale (National Drug Policy) bengalese nel 1982. Nel 1992 ha ricevuto il Right Livelihood Award per "l'eccezionale atto di promozione della salute e dello sviluppo umano".

## Biografia
Chowdhury ha trascorso i suoi primi anni di vita a Calcutta, prima di trasferirsi con la famiglia in Bangladesh. Ha studiato medicina al Dhaka Medical College, dove è entrato in contatto con ideologie politiche di sinistra. In qualità di segretario generale del sindacato studentesco del Dhaka Medical College, ha tenuto una conferenza stampa per denunciare la corruzione in ospedale. Dopo una turbolenta vita studentesca, ha conseguito la laurea in medicina nel 1964 ed ha continuato gli studi post-laurea nel Regno Unito, specializzandosi in chirurgia generale e vascolare. Nel 1971, ha combattuto per l'indipendenza durante la guerra di liberazione del Bangladesh. Chowdhury è stato inoltre coinvolto nella realizzazione del progetto del Surajmaninagar Hospital.

## Gonoshasthaya Kendra
Nel 1972 il dottor Chowdhury ha fondato il Gonoshasthaya Kendra, un centro specializzato nella fornitura di assistenza sanitaria nelle aree rurali del Bangladesh. Il centro gestisce anche un'università, un centro di formazione professionale, cooperative agricole, un ospedale, una tipografia, scuole comunitarie e un impianto di produzione di farmaci generici. Il Gonoshasthaya Kendra ha avuto un impatto significativo nella riduzione dei tassi di mortalità materna e infantile e sebbene in maniera limitata, ha anche spianato la strada all'introduzione di farmaci generici più economici. Nel 1973, il centro ha introdotto un sistema di assicurazione sanitaria rurale, il primo del suo genere in Bangladesh.

## Politica farmaceutica nazionale
Chowdhury è ricordato per il suo fondamentale apporto nella formulazione della politica farmaceutica nazionale del Bangladesh nel 1982. Prima di allora, sul mercato erano disponibili 4.000 farmaci, per lo più prodotte da multinazionali o importate dall'estero, economicamente fuori portata per la maggior parte della popolazione. Seguendo le linee guida dell'Organizzazione mondiale della sanità per i paesi in via di sviluppo, la politica ha limitato la produzione e l'importazione del numero di farmaci a 225 e ha supportato la produzione locale di farmaci generici. Questo provvedimento ha portato ad una maggiore disponibilità di farmaci a prezzi drasticamente ridotti.

## Premi
- 2010 – International Public Health Heroes Award, UC Berkeley, US
- 1977 – Independence Day Award, Bangladesh
- 1992 – Right Livelihood Award, Sweden
- 1985 – Ramon Magsaysay Award for Community Leadership, Philippines
- 1974 – Swedish Youth Peace Prize[6]
- 2009 - Doctor of Humanitarian Service (DHS), World Organization of Natural Medicine, Toronto, Canada
- 2022 - NRB (Non Resident Bangladeshi) Liberation War Hero 1971